# Liste der Bodendenkmäler in Baar (Schwaben)
Auf dieser Seite sind die Bodendenkmäler in der schwäbischen Gemeinde Baar zusammengestellt. Diese Tabelle ist eine Teilliste der Liste der Bodendenkmäler in Bayern. Grundlage ist die Bayerische Denkmalliste, die auf Basis des Bayerischen Denkmalschutzgesetzes vom 1. Oktober 1973 erstmals erstellt wurde und seither durch das Bayerische Landesamt für Denkmalpflege geführt wird. Die folgenden Angaben ersetzen nicht die rechtsverbindliche Auskunft der Denkmalschutzbehörde.

## Bodendenkmäler der Gemeinde Baar

### Bodendenkmäler im Ortsteil Heimpersdorf
| Lage                    | Objekt | Akten-Nr.     | Bild |
| ----------------------- | --- | ------------- | ---- |
| Heimpersdorf (Standort) | Siedlung vor- und frühgeschichtlicher Zeitstellung. | D-7-7431-0001 |      |
| Heimpersdorf (Standort) | Siedlung vor- und frühgeschichtlicher Zeitstellung. | D-7-7431-0102 |      |
| Heimpersdorf (Standort) | Mittelalterliche und frühneuzeitliche Befunde im Bereich der Katholischen Pfarrkirche St. Johannes der Täufer in Heimpersdorf und ihrer Vorgängerbauten. | D-7-7431-0218 |      |
| Heimpersdorf (Standort) | Grabhügel vorgeschichtlicher Zeitstellung. | D-7-7431-0225 |      |

### Bodendenkmäler im Ortsteil Oberbaar
| Lage                               | Objekt | Akten-Nr.     | Bild                                          |
| ---------------------------------- | --- | ------------- | --------------------------------------------- |
| Oberbaar (Standort)                | Siedlung der Bronzezeit und vorgeschichtlicher Zeitstellung, mittelalterlicher Burgstall.                     | D-7-7431-0072 |                                               |
| Oberbaar (Standort)                | Siedlung vor- und frühgeschichtlicher Zeitstellung.                                                           | D-7-7431-0073 |                                               |
| Oberbaar (Standort)                | Siedlung vor- und frühgeschichtlicher Zeitstellung.                                                           | D-7-7431-0074 |                                               |
| Oberbaar Schulstraße 17 (Standort) | Mittelalterliche und frühneuzeitliche Befunde im Bereich der Katholischen Pfarrkirche St. Lorenz in Oberbaar. | D-7-7431-0227 | Mittelalterliche und frühneuzeitliche Befunde |
| Oberbaar (Standort)                | Reihengräber des Frühmittelalters.                                                                            | D-7-7431-0238 |                                               |

### Bodendenkmäler im Ortsteil Unterbaar
| Lage                                     | Objekt | Akten-Nr.     | Bild           |
| ---------------------------------------- | --- | ------------- | -------------- |
| Unterbaar (Standort)                     | Siedlung des Neolithikums, der Bronzezeit, Urnenfelder- und Latènezeit sowie der römischen Kaiserzeit, Gräber der Urnenfelderzeit.                                  | D-7-7331-0007 |                |
| Unterbaar Gemarkung Unterbaar (Standort) | Römische Villa Suburbana Römische Villa suburbana. | D-7-7331-0008 |                |
| Unterbaar (Standort)                     | Grabhügel vorgeschichtlicher Zeitstellung. | D-7-7331-0132 |                |
| Unterbaar (Standort)                     | Grabhügel vorgeschichtlicher Zeitstellung. | D-7-7431-0067 |                |
| Unterbaar (Standort)                     | Siedlung vor- und frühgeschichtlicher Zeitstellung. | D-7-7431-0068 |                |
| Unterbaar (Standort)                     | Rechteckiges Grabenwerk vor- und frühgeschichtlicher Zeitstellung.                                                                                                  | D-7-7431-0069 |                |
| Unterbaar (Standort)                     | Trichtergruben und Eisenverhüttungsplatz vor- und frühgeschichtlicher oder mittelalterlicher Zeitstellung sowie mittelalterlicher oder frühneuzeitlicher Vogelherd. | D-7-7431-0071 |                |
| Unterbaar (Standort)                     | Abschnittsbefestigung vor- und frühgeschichtlicher Zeitstellung. | D-7-7431-0166 |                |
| Unterbaar Hauptstraße 18 b (Standort)    | Schloss Unterbaar Mittelalterliche und frühneuzeitliche Befunde im Bereich des Wasserschlosses Unterbaar.                                                           | D-7-7431-0228 | weitere Bilder |
| Unterbaar (Standort)                     | Abgegangene Kirche des Mittelalters und der Neuzeit. | D-7-7431-0230 |                |
| Unterbaar (Standort)                     | Abgegangene frühneuzeitliche Kapelle. | D-7-7431-0231 |                |